# 2015-ös magyar fedett pályás atlétikai bajnokság
A 2015-ös magyar fedett pályás atlétikai bajnokság a 41. bajnokság volt. A többpróba számait február 14–15-én tartották a Syma Csarnokban.

## Eredmények

### Férfiak
| Versenyszám      | Arany                                                            | Arany    | Ezüst                                                                    | Ezüst    | Bronz                                                                    | Bronz    |
| ---------------- | ---------------------------------------------------------------- | -------- | ------------------------------------------------------------------------ | -------- | ------------------------------------------------------------------------ | -------- |
| 60 m             | Sipos János Szolnoki MÁV                                         | 6,72     | Szabó Dániel Alba Regia AK                                               | 6,87     | Kádasi Zalán Egri SSE                                                    | 6,93     |
| 200 m            | Bézsenyi Gergely Bp. Honvéd                                      | 22,10    | Köcse Richárd Zalaegerszegi AC                                           | 22,16    | Kovács Miklós Békéscsabai AC                                             | 22,18    |
| 400 m            | Kovács Zoltán Gödöllői EAC                                       | 47,62    | Móricz Bálint Haladás VSE                                                | 48,21    | Kemény Dávid Vasas                                                       | 48,81    |
| 800 m            | Kazi Tamás Debreceni SC-SI                                       | 1:49,44  | Vindics Balázs Újpesti TE                                                | 1:49,73  | Wagner Gábor Ikarus BSE                                                  | 1:52,11  |
| 1500 m           | Kazi Tamás Debreceni SC-SI                                       | 3:44,28  | Tábor Miklós Békéscsabai AC                                              | 3:45,34  | Tulok Mátyás Újpesti TE                                                  | 3:48,63  |
| 3000 m           | Gregor László Békéscsabai AC                                     | 8:12,31  | Tábor Miklós Békéscsabai AC                                              | 8:12,34  | Farkas Dárius BEAC                                                       | 8:19,48  |
| 4 × 400 m        | Mucsi Róbert Takács Ákos Kámán Bálint Kovács Zoltán Gödöllői EAC | 3:18,26  | Móricz Bálint Buda Boldizsár Jagodics Dennis Sárközi Dominik Haladás VSE | 3:21,41  | Szeitz László Mohácsi Soma Kecskés Csaba Zsivoczky Attila Kecskeméti ARC | 3:22,31  |
| 60 m gát         | Baji Balázs Békéscsabai AC                                       | 7,68     | Kiss Dániel Ikarus BSE                                                   | 7,77     | Szűcs Valdó Zalaegerszegi AC                                             | 7,98     |
| 5000 m gyaloglás | Helebrandt Máté NYSC                                             | 19:26,24 | Venyercsán Bence Bp. Honvéd                                              | 20:10,49 | Kovács Soma MVSI                                                         | 24:46,44 |
| magasugrás       | Bakosi Péter NYSC                                                | 2,20 m   | Fajoyomi Dávid Kecskeméti ARC                                            | 2,05 m   | Horváth Csaba Ikarus BSE                                                 | 2,00 m   |
| rúdugrás         | Szabó Dezső Győri AC                                             | 5,00 m   | Kéri Tamás Ikarus BSE                                                    | 4,90 m   | Kecskés Levente Ikarus BSE                                               | 4,80 m   |
| távolugrás       | Virovecz István Ferencvárosi TC                                  | 7,28 m   | Bánhidi Bence Postás SE                                                  | 7,26 m   | Dömötör Balázs Kecskeméti ARC                                            | 7,25 m   |
| hármasugrás      | Pál Robin NYSC                                                   | 15,56 m  | Galambos Tibor Ferencvárosi TC                                           | 15,50 m  | Prekli Zoltán Ferencvárosi TC                                            | 15,17 m  |
| súlylökés        | Páli Viktor VEDAC                                                | 17,55 m  | Kürthy Lajos Mohácsi TE                                                  | 16,55 m  | Detrik Balázs Ikarus BSE                                                 | 16,26 m  |
| hétpróba         | Kiss László Ferencvárosi TC                                      | 4647     | Kun-Szabó Balázs Vasas                                                   | 4269     | Szász Bence Ferencvárosi TC                                              | 4257     |

### Nők
| Versenyszám      | Arany                                                           | Arany    | Ezüst                                                      | Ezüst    | Bronz                                                                | Bronz    |
| ---------------- | --------------------------------------------------------------- | -------- | ---------------------------------------------------------- | -------- | -------------------------------------------------------------------- | -------- |
| 60 m             | Nguyen Anasztázia Bp. Honvéd                                    | 7,32     | Kaptur Éva Gödöllői EAC                                    | 7,36     | Kozák Luca Debreceni SC-SI                                           | 7,69     |
| 200 m            | Kaptur Éva Gödöllői EAC                                         | 24,06    | Nádházy Evelin Postás SE                                   | 24,75    | Sajtos Anna Postás SE                                                | 25,19    |
| 400 m            | Guba Liliana NYSC                                               | 56,09    | Apáthy Sophie TFSE                                         | 56,10    | Kálmán Csenge Gödöllői EAC                                           | 58,25    |
| 800 m            | Kenesei Zsanett BEAC                                            | 2:14,73  | Apáthy Sophie TFSE                                         | 2:14,88  | Váczi Lili Békéscsabai AC                                            | 2:17,72  |
| 1500 m           | Kenesei Zsanett BEAC                                            | 4:28,73  | Kácser Zita Békéscsabai AC                                 | 4:29,91  | Pernesz Zsófia BEAC                                                  | 4:34,46  |
| 3000 m           | Kácser Zita Békéscsabai AC                                      | 9:47,22  | Tóth Lili Anna DOVASE                                      | 9:53,98  | Staicu Simona Dunakeszi VSE                                          | 10:09,23 |
| 4 × 400 m        | Zsiga Mónika Jahola Dóra Budai Boglárka Mátó Sára Alba Regia AK | 3:51,73  | Fábry Anna Palásti Luca Osváth Krisztina Guba Liliána NYSC | 3:52,27  | Répási Petra Baráti Patrícia Koczkás Dóra Kálmán Csenge Gödöllői EAC | 3:53,48  |
| 60 m gát         | Répási Petra Gödöllői EAC                                       | 8,48     | Kozák Luca Debreceni SC-SI                                 | 8,49     | Juhász Fanni Gödöllői EAC                                            | 8,60     |
| 3000 m gyaloglás | Récsei Rita Bp. Honvéd                                          | 13:10,47 | Kovács Barbara Békéscsabai AC                              | 13:18,35 | Haála Villő BEAC                                                     | 14:01,10 |
| magasugrás       | Szabó Barbara Újpesti TE                                        | 1,93 m   | Luterán Petra Tatabányai SC                                | 1,79 m   | Bihari Patrícia KSI                                                  | 1,79 m   |
| rúdugrás         | Juhász Fanni Gödöllői EAC                                       | 4,10 m   | Kiss Réka Bp. Honvéd                                       | 3,80 m   | Szabó Diana Bp. Honvéd                                               | 3,60 m   |
| távolugrás       | Schmelcz Fanni Kecskeméti ARC                                   | 6,08 m   | Krizsán Xénia Bp. Honvéd                                   | 6,00 m   | Bajnok Eszter Favorit AC                                             | 5,96 m   |
| hármasugrás      | Hoffer Krisztina Tatabányai SC                                  | 12,95 m  | Bajnok Eszter Favorit AC                                   | 12,36 m  | Benke Anita NYSC                                                     | 12,12 m  |
| súlylökés        | Márton Anita Békéscsabai AC                                     | 17,86 m  | Váradi Krisztina MAXIMUS SE                                | 14,14 m  | Krizsán Xénia Bp. Honvéd                                             | 13,84 m  |
| ötpróba          | Zsivoczky-Farkas Györgyi Bp. Honvéd                             | 4691     | Krizsán Xénia Bp. Honvéd                                   | 4478     | Krucsai Zsanett HÓDIÁK                                               | 3474     |